# (2272) Montezuma
(2272) Montezuma (1972 FA; 1978 RY16; 1978 SY3) ist ein Asteroid des inneren Hauptgürtels, der am 16. März 1972 vom niederländisch-US-amerikanischen Astronomen Tom Gehrels am Palomar-Observatorium nordöstlich von San Diego (IAU-Code 675) entdeckt wurde.

## Benennung
(2272) Montezuma wurde nach Moctezuma II. (um 1465–1520) benannt, der von 1502 bis 1520 Herrscher über das Reich der Azteken war. Er glaubte, dass sein Land dem Schlangengott Quetzalcoatl (Asteroid (1915) Quetzálcoatl) gehören würde und dass dieser eines Tages aus dem Osten zurückkehren würde. Die ersten Spanier, die in Amerika landeten, wurden von ihm als Anhänger Quetzalcoatls interpretiert. Nach schwachen Verhandlungen erlaubte er dem spanischen Konquistador Hernán Cortés, seine Hauptstadt zu besetzen. Während der entstehenden Feindseligkeiten zwischen Azteken und Spaniern während der Abwesenheit Cortés’ war Moctezuma II. unter den ersten Getöteten.